# Полёт домой
Полёт домой — мелодраматический фильм режиссёра Доминик Деруддер, вышедший в 2014 году.

## Сюжет
Шейх из Дубая хочет купить фламандского почтового голубя Виттекопа, принадлежащего Джосу Паувелсу, и использует американского посредника по имени Колин для заключения сделки. Хотя Джос не заинтересован в продаже голубя, его внучка Изабель явно заинтересована в Колине.

## В ролях
- Ян Деклер в роли Джос Паувелс
- Шарлотта Де Брюйне в роли Изабель Паувелс
- Джейми Дорнан в роли Колин Монтгомери
- Энтони Хэд в роли Мистер Монтгомери
- Шарон Моган в роли Миссис Монтгомери
- Жос Де Пау в роли Священник
- Вивиана Де Муйнк в роли Марта
- Элин Ван дер Вельден в роли Селия
- Пит Фукс в роли Мистер Конрад
- Макс Пиркис в роли Джейсон
- Митчелл Маллен в роли Уолден
- Али Сулиман в роли Шейх
- Омар бин Хайдер в роли Правая рука Шейха
- Нуман Акар в роли Карадениз